# David Douglas Cunningham
Pour les articles homonymes, voir Cunningham.
David Douglas Cunningham est un médecin britannique, né le 29 septembre 1843 et mort le 31 décembre 1914.

## Biographie
Il est le fils de W.B. Cunningham. Il obtient son Bachelor of Medicine et son Master of Chirurgy à l’université d'Édimbourg en 1867. Nommé chirurgien honoraire auprès du vice-roi de l’Inde, il enseigne la physiologie à l’école de médecine de Calcutta. Cunningham est membre de la Royal Society en 1889 et de la Linnean Society of London. Il fait notamment paraître Some Indian Friends and Acquaintances et Plagues and Pleasures of Life in Bengal. Il travaille sur les parasites notamment liés aux leishmanioses.

## Source
- Allen G. Debus (dir.) (1968). World Who’s Who in Science. A Biographical Dictionary of Notable Scientists from Antiquity to the Present. Marquis-Who’s Who (Chicago) : xvi + 1855 p.